# Lyftbro

Lyftbro

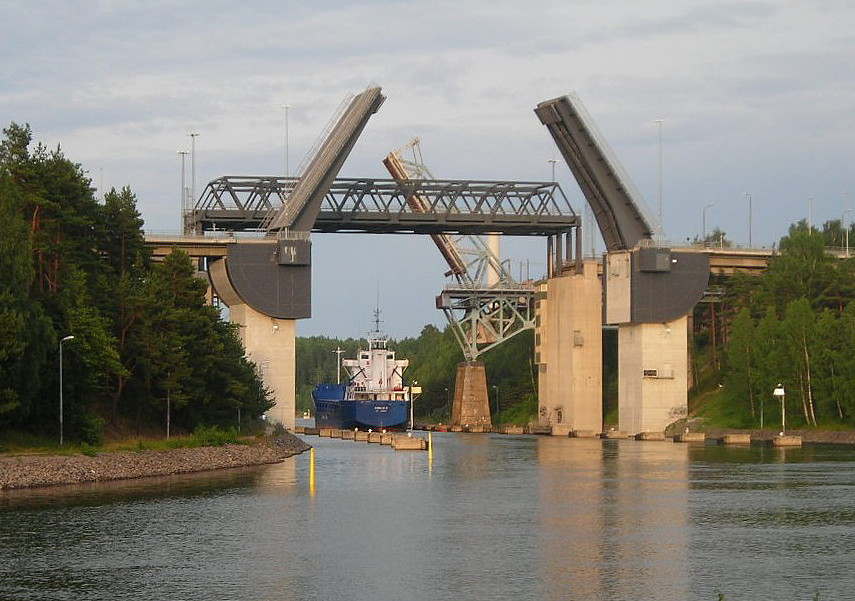
Broöppning vid Södertälje kanal. I förgrunden dubbelklaffbron Saltsjöbron för väg 225, i mitten lyftbrom E4-bron för motorvägen och i bakgrunden den tidigare klaffbron för järnvägen (sedan 2010 ersatt av en ny lyftbro).

En lyftbro är en öppningsbar bro över ett vattendrag där hela brobanan lyfts vertikalt för att låta fartyg komma förbi. En nackdel är att genomfartshöjden begränsas av lyfthöjden, detta i motstats till andra typer av öppningsbara broar.

## Bildexempel

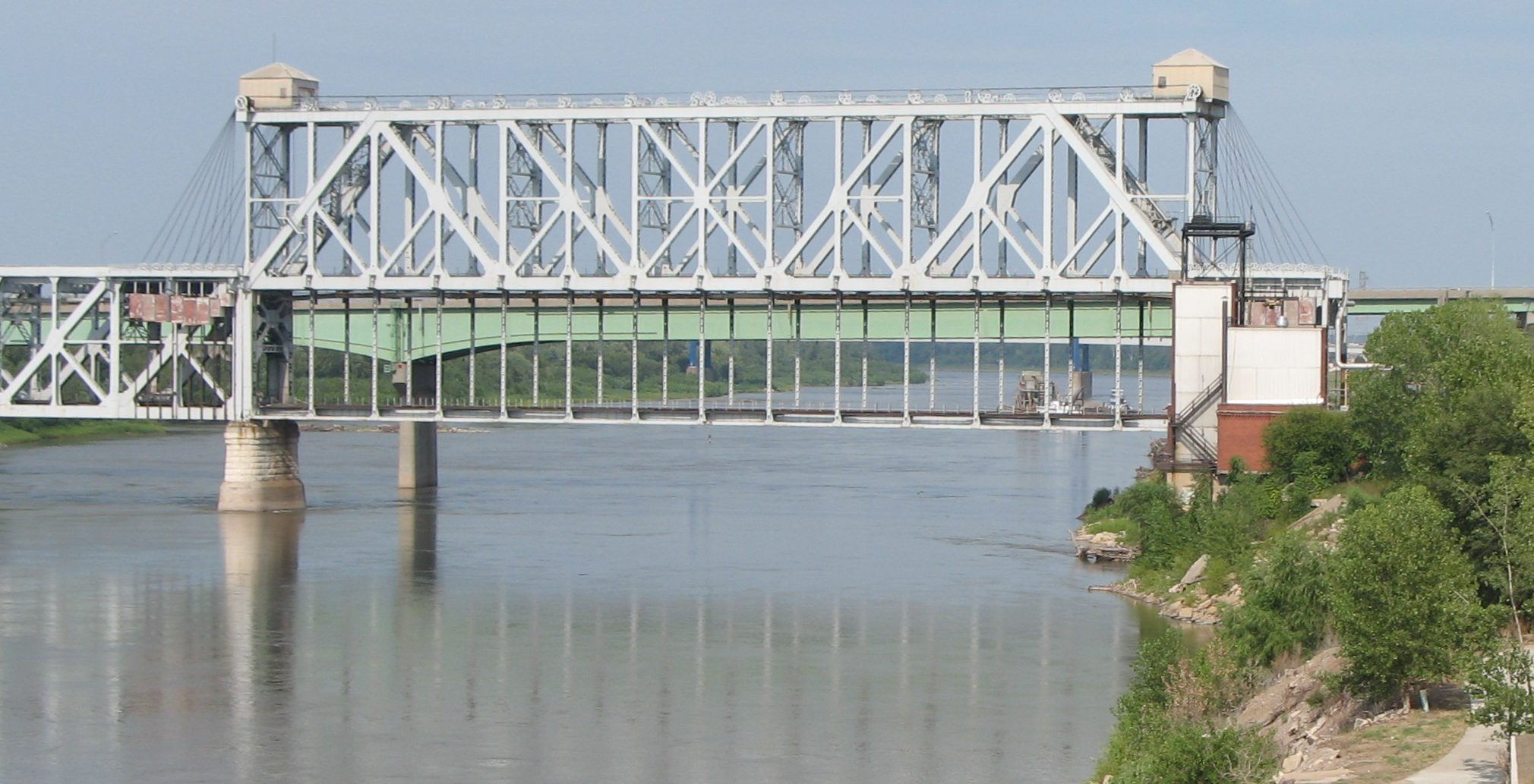
Järnvägsbro i Kansas City, USA, över Missourifloden.
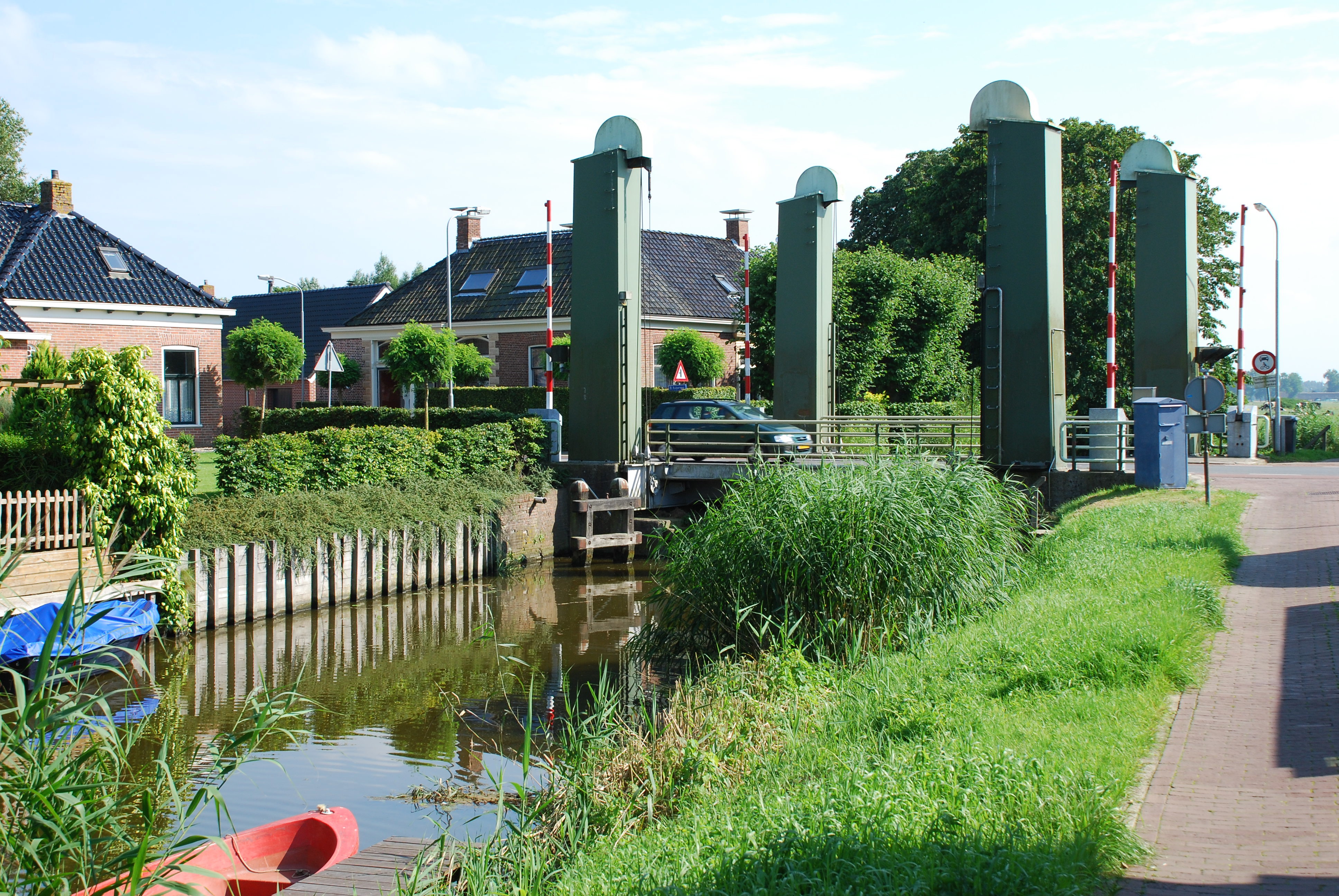
Lyftbro i Ten Post (Ten Boer), Nederländerna.
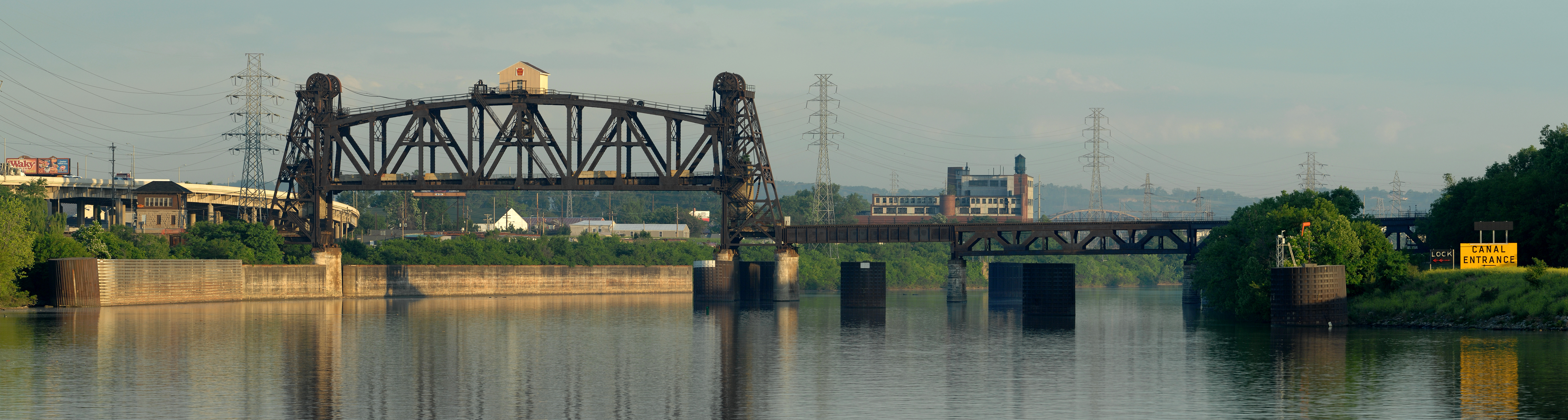
Lyftbro i Louisville i Kentucky, USA.
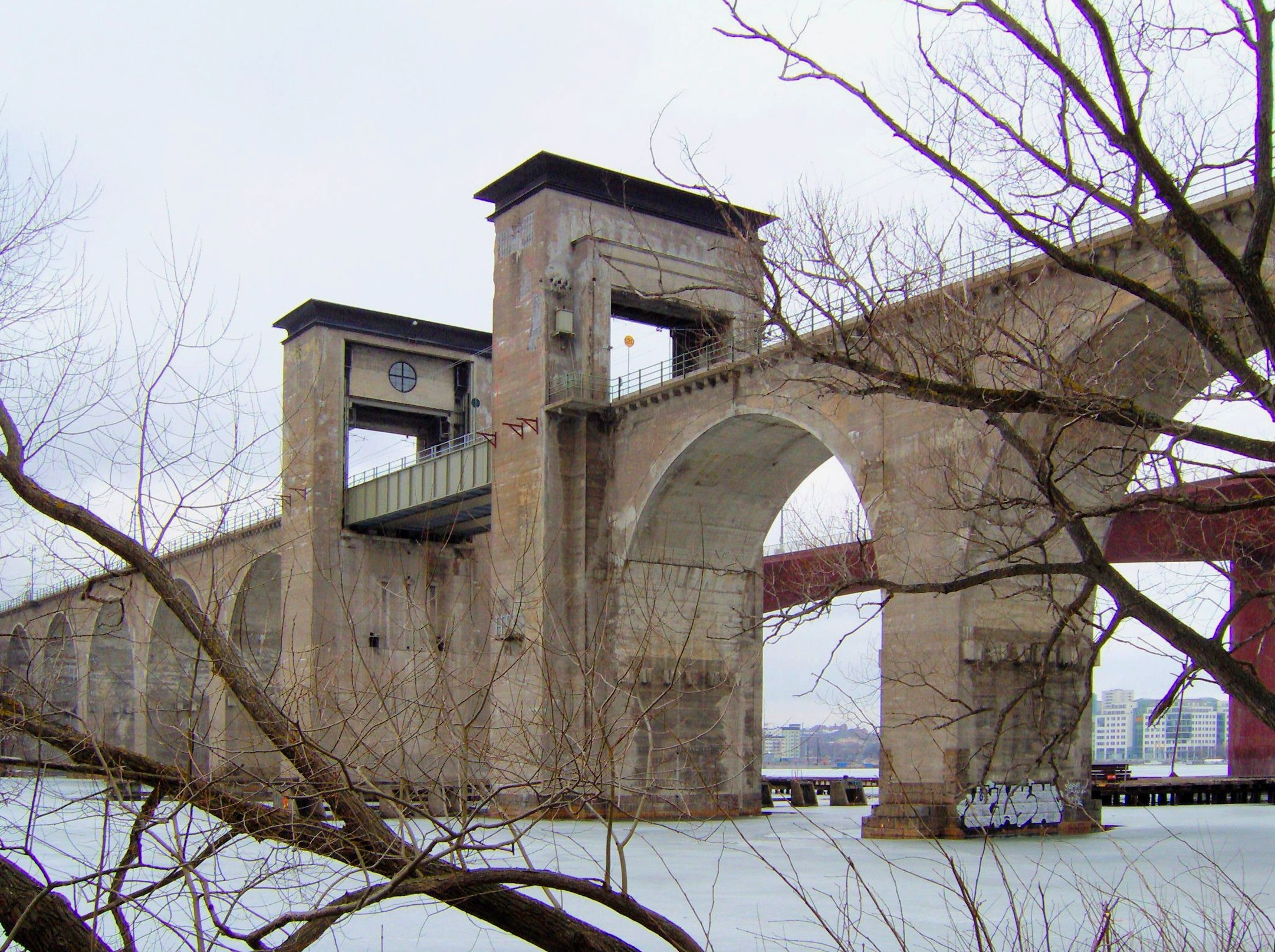
Östra Årstabron i Stockholm, Sverige. Höj- och sänkbar del (lyftanordningen sedan 1973 ej längre i bruk).